# Pine Ridge (Dakota Południowa)
Pine Ridge – jednostka osadnicza w Stanach Zjednoczonych, w stanie Dakota Południowa, w hrabstwie Oglala Lakota.